# Garfield County (Colorado)
Das Garfield County [ˈgɑːɹfiːld] ist ein County im Westen des US-Bundesstaates Colorado. Der Verwaltungssitz (County Seat) ist Glenwood Springs.

## Geographie
Garfield County liegt im Westen von Colorado, grenzt selbst im Westen an Utah – im nordöstlichen Teil des Colorado-Plateaus – eine Gebirgslandschaft um den Fluss Colorado umfasst. Er grenzt an die Countys Rio Blanco im Norden, Routt im Nordosten, Eagle im Osten, Pitkin im Südosten und Mesa im Süden.

## Geschichte
Das County wurde nach James A. Garfield, dem 20. US-Präsidenten, benannt. Es entstand 1883 aus dem Großteil des Bezirks Summit und erhielt 1889 seine heutigen Grenzen, als im Nordwesten der Verwaltungsbezirk Rio Blanco entstand.

## Demografische Daten

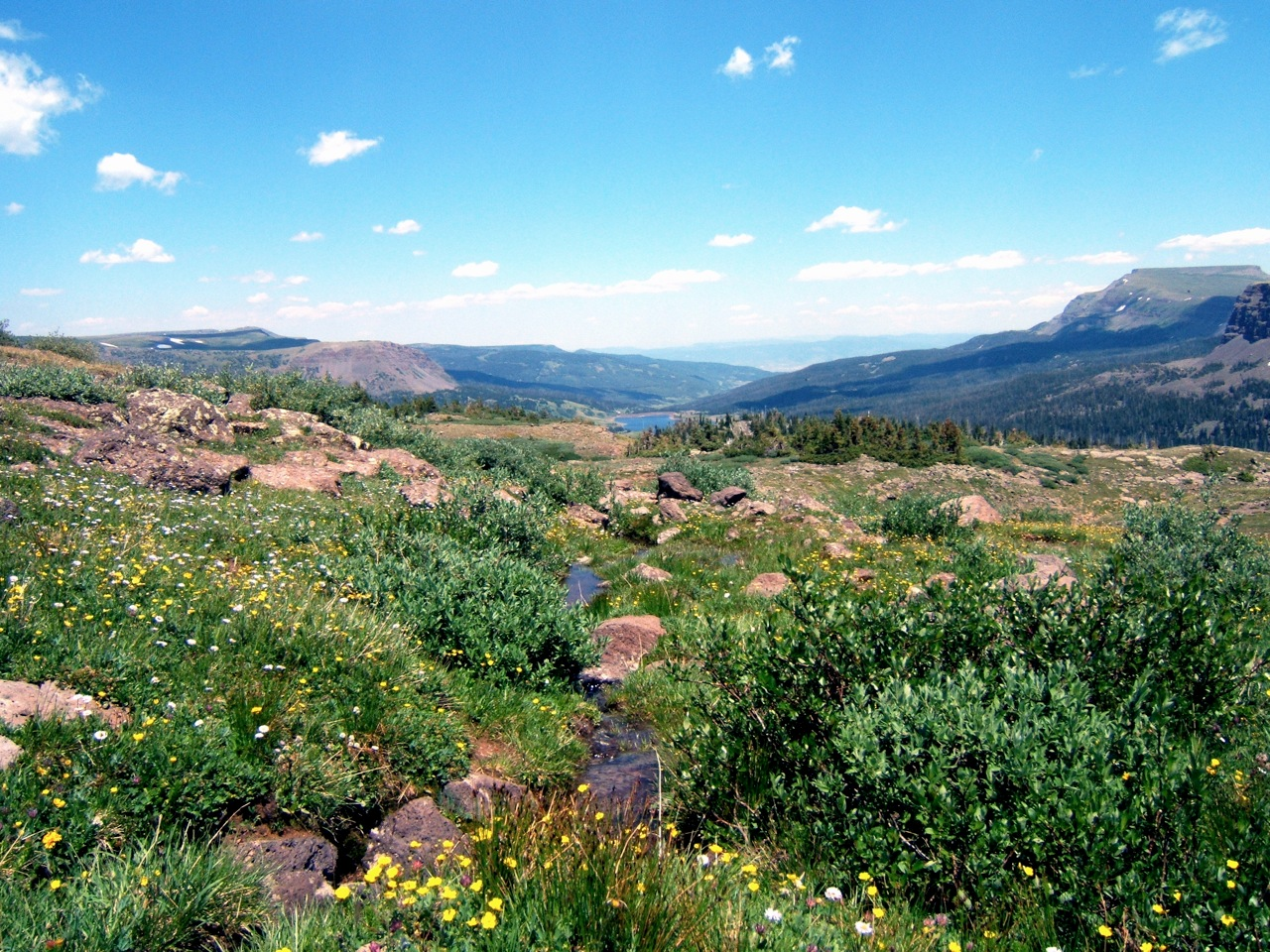
Quellgebiet des Bear Rivers in der Flat Tops Wilderness. Im Hintergrund: Das Stillwater Reservoir

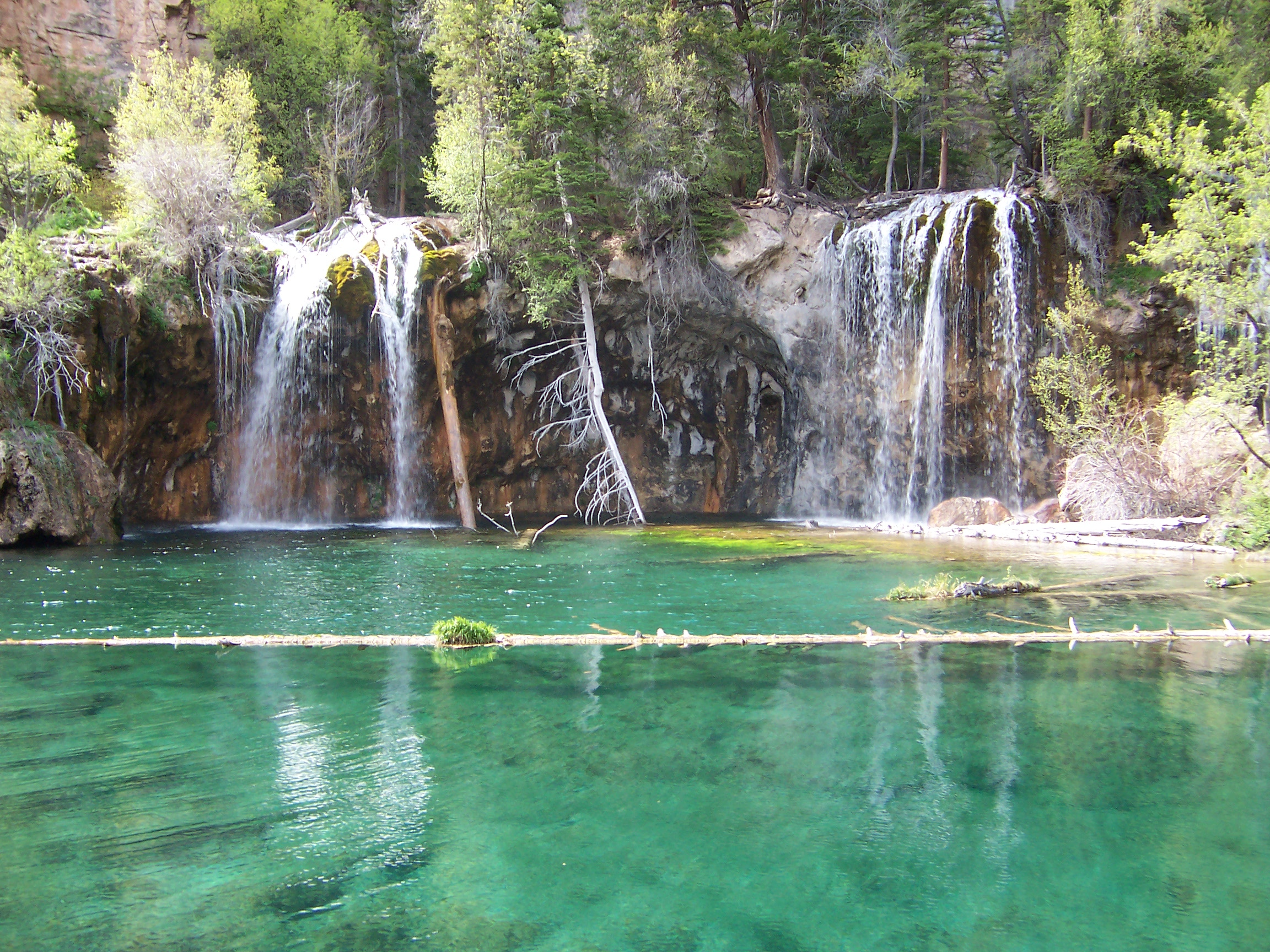
Der Hanging Lake im Glenwood Canyon

Nach der Volkszählung im Jahr 2000 lebten im County 43.791 Menschen. Es gab 16.229 Haushalte und 11.279 Familien. Die Bevölkerungsdichte betrug 6 Einwohner pro Quadratkilometer. Ethnisch betrachtet setzte sich die Bevölkerung zusammen aus 89,96 Prozent Weißen, 0,45 Prozent Afroamerikanern, 0,71 Prozent amerikanischen Ureinwohnern, 0,44 Prozent Asiaten, 0,08 Prozent Bewohnern aus dem pazifischen Inselraum und 6,53 Prozent aus anderen ethnischen Gruppen; 1,84 Prozent stammten von zwei oder mehr Ethnien ab. 16,67 Prozent der Gesamtbevölkerung waren spanischer oder lateinamerikanischer Abstammung.
Von den 16.229 Haushalten hatten 37,2 Prozent Kinder und Jugendliche unter 18 Jahre, die bei ihnen lebten. 57,6 Prozent waren verheiratete, zusammenlebende Paare, 7,8 Prozent waren allein erziehende Mütter. 30,5 Prozent waren keine Familien. 22,8 Prozent waren Singlehaushalte und in 6,3 Prozent lebten Menschen im Alter von 65 Jahren oder darüber. Die Durchschnittshaushaltsgröße betrug 2,65 und die durchschnittliche Familiengröße lag bei 3,11 Personen.
Auf das gesamte County bezogen setzte sich die Bevölkerung zusammen aus 27,1 Prozent Einwohnern unter 18 Jahren, 9,0 Prozent zwischen 18 und 24 Jahren, 33,0 Prozent zwischen 25 und 44 Jahren, 22,1 Prozent zwischen 45 und 64 Jahren und 8,8 Prozent waren 65 Jahre alt oder darüber. Das Durchschnittsalter betrug 34 Jahre. Auf 100 weibliche Personen kamen 105,6 männliche Personen, auf 100 Frauen im Alter ab 18 Jahren kamen statistisch 105,0 Männer.
Das jährliche Durchschnittseinkommen eines Haushalts betrug 47.016 USD, das Durchschnittseinkommen der Familien betrug 53.840 USD. Männer hatten ein Durchschnittseinkommen von 37.554 USD, Frauen 27.280 USD. Das Prokopfeinkommen betrug 21.341 USD. 7,5 Prozent der Bevölkerung und 4,6 Prozent der Familien lebten unterhalb der Armutsgrenze. Darunter waren 8,1 Prozent der Bevölkerung unter 18 Jahren und 5,5 Prozent der Einwohner ab 65 Jahren.

## Kultur und Sehenswürdigkeiten

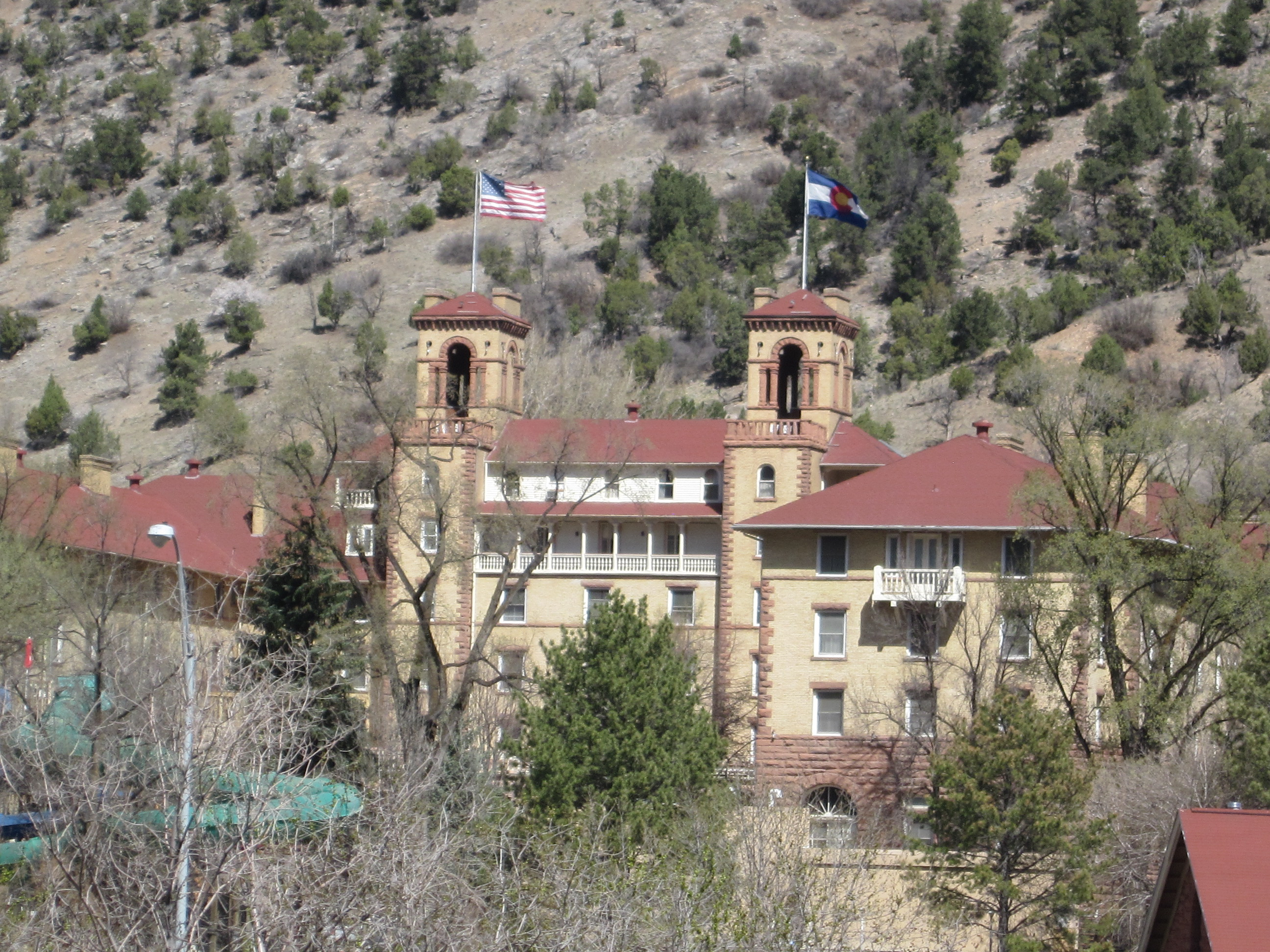
Hotel Colorado in Glenwood Springs (2012). Dieses 1893 eröffnete Hotel ist eines der ältesten im Bundesstaat. Das im Italianate-Stil errichtete Gebäude wurde im Mai 1977 als erstes Objekt des County in das NRHP aufgenommen.

20 Bauwerke, Stätten und historische Bezirke (Historic Districts) im Garfield County sind im National Register of Historic Places („Nationales Verzeichnis historischer Orte“; NRHP) eingetragen (Stand 5. September 2022), darunter drei Schulen, zwei Hotels und drei Brücken.

### Orte im Bezirk
Nicht eigenständige Städte, sondern lediglich amtlich festgelegte Orte für die Volkszählung (census-designated place) sind kursiv dargestellt.
| 1. Battlement Mesa 2. Carbondale 3. Funston 4. Glenwood Springs | 1. New Castle 2. Parachute 3. Rifle 4. Silt |

### Flüsse
- Colorado River
- Crystal River
- Roaring Fork River